# El Triunfo de las Tres Maravillas
El Triunfo de las Tres Maravillas es una localidad del estado mexicano de Chiapas. Es parte del municipio de Frontera Comalapa.

## Demografía
| Gráfica de evolución demográfica |
|                                  |

| Censo | Población |
| ----- | --------- |
| 1940  | 65        |
| 1950  | 149       |
| 1960  | 233       |
| 1970  | 329       |
| 1980  | 555       |
| 1990  | 928       |
| 2000  | 1 070     |
| 2010  | 1 300     |
| 2020  | 1 477     |